# Frente para o Avanço e o Progresso do Haiti
A Frente para o Avanço e o Progresso do Haiti, anteriormente Frente Revolucionária Armada para o Progresso do Haiti (FRAPH) foi um grupo paramilitar de extrema-direita  organizado em meados de 1993. Seu objetivo era minar o apoio ao popular padre católico Jean-Bertrand Aristide, que serviu menos de oito meses como presidente do Haiti antes de ser deposto, em 29 de setembro de 1991, por um golpe de Estado. 

## Histórico
Foi criada por Emmanuel "Toto" Constant e Louis-Jodel Chamblain como um movimento neo-duvalierista. Tratava-se de uma organização paramilitar, do tipo esquadrão da morte, que aterrorizou, com os mesmos métodos violentos dos sinistros Tontons macoutes, a população haitiana cometendo inúmeros crimes, execuções sumárias, sequestros e estupros.
Foi após o golpe militar que derrubou o presidente Jean-Bertrand Aristide pela primeira vez, em 30 de setembro de 1991, que esta organização foi criada para complementar as Forças Armadas do Haiti (FADH) durante a ditadura militar de Raoul Cédras. Operou com as Forças Armadas do Haiti em sua campanha de terror e repressão contra a população civil haitiana.
A FRAPH cometeu inúmeras violações de direitos humanos cuja especialidade era a violência sexual contra as mulheres. A maioria dos seus crimes foram cometidos nos bairros mais pobres das cidades haitianas, onde se concentrava a base de apoio popular de Aristide. Participou notavelmente no massacre de Raboteau.